# Уокешо (округ)
Округ Уокешо (англ. Waukesha County) располагается в штате Висконсин, США. Официально образован в 1846 году. По состоянию на 2010 год, численность населения составляла 389 891 человек.

## География
По данным Бюро переписи США, общая площадь округа равняется 1504,792 км2, из которых 1424,501 км2 суша и 80,290 км2 или 5,300 % это водоёмы.

## Население
По данным переписи населения 2000 года в округе проживает 360 767 жителей в составе 135 229 домашних хозяйств и 100 475 семей. Плотность населения составляет 251,00 человек на км2. На территории округа насчитывается 140 309 жилых строений, при плотности застройки около 98,00-ми строений на км2. Расовый состав населения: белые — 95,77 %, афроамериканцы — 0,73 %, коренные американцы (индейцы) — 0,22 %, азиаты — 1,49 %, гавайцы — 0,02 %, представители других рас — 0,87 %, представители двух или более рас — 0,90 %. Испаноязычные составляли 2,63 % населения независимо от расы.
В составе 35,40 % из общего числа домашних хозяйств проживают дети в возрасте до 18 лет, 64,80 % домашних хозяйств представляют собой супружеские пары проживающие вместе, 6,80 % домашних хозяйств представляют собой одиноких женщин без супруга, 25,70 % домашних хозяйств не имеют отношения к семьям, 20,90 % домашних хозяйств состоят из одного человека, 8,10 % домашних хозяйств состоят из престарелых (65 лет и старше), проживающих в одиночестве. Средний размер домашнего хозяйства составляет 2,63 человека, и средний размер семьи 3,08 человека.
Возрастной состав округа: 26,30 % моложе 18 лет, 6,80 % от 18 до 24, 29,80 % от 25 до 44, 25,10 % от 45 до 64 и 25,10 % от 65 и старше. Средний возраст жителя округа 38 лет. На каждые 100 женщин приходится 96,80 мужчин. На каждые 100 женщин старше 18 лет приходится 94,40 мужчин.
Средний доход на домохозяйство в округе составлял 62 839 USD, на семью — 71 773 USD. Среднестатистический заработок мужчины был 49 232 USD против 31 643 USD для женщины. Доход на душу населения составлял 29 164 USD. Около 1,70 % семей и 2,70 % общего населения находились ниже черты бедности, в том числе — 2,50 % молодежи (тех, кому ещё не исполнилось 18 лет) и 4,00 % тех, кому было уже больше 65 лет.